# Quần đảo Selvagens
Quần đảo Selvagens hay Quần đảo Savage (tiếng Bồ Đào Nha: Ilhas Selvagens IPA: [ˈiʎɐʃ sɛlˈvaʒɐ̃jʃ]; còn được biết là  Quần đảo Salvage) là một quần đảo nhỏ của Bồ Đào Nha ở Bắc Đại Tây Dương, cách Madeira 280 km (175 mi) về phía nam và cách Quần đảo Canary 165 km (105 mi) về phía bắc. Quần đảo bao gồm hai đảo chính, Selvagem Grande và Selvagem Pequena , mỗi đảo được bao quanh bởi một cụm đảo nhỏ và rạn san hô, với tổng diện tích là 2,73 km 2 (1,05 dặm vuông). Quần đảo được quản lý như một phần của Funchal của Bồ Đào Nha, thuộc 
giáo xứ dân sự Madeira của Sé và là điểm cực nam của Bồ Đào Nha.